# Вурцен
Вурцен (нем. Wurzen, в.-луж. Worcyn, пол. Wurcin) — город в Германии, районный центр, расположен в земле Саксония. Подчинён административному округу Лейпциг. Входит в состав района Лейпциг. Население составляет 16327 человек (на 31 декабря 2014 года). Занимает площадь 68,54 км². Официальный код — 14 3 83 340.
Город подразделяется на 5 городских районов.

## Достопримечательности
- Собор св. Девы Марии в романском и позднеготическом стиле
- Вурценский замок - резиденция мейсенских епископов
- Дом, где родился Иоахим Рингельнац
- Ратуша в стиле классицизма
- Городская церковь св. Вацлава XVI—XVII веков

## Галерея

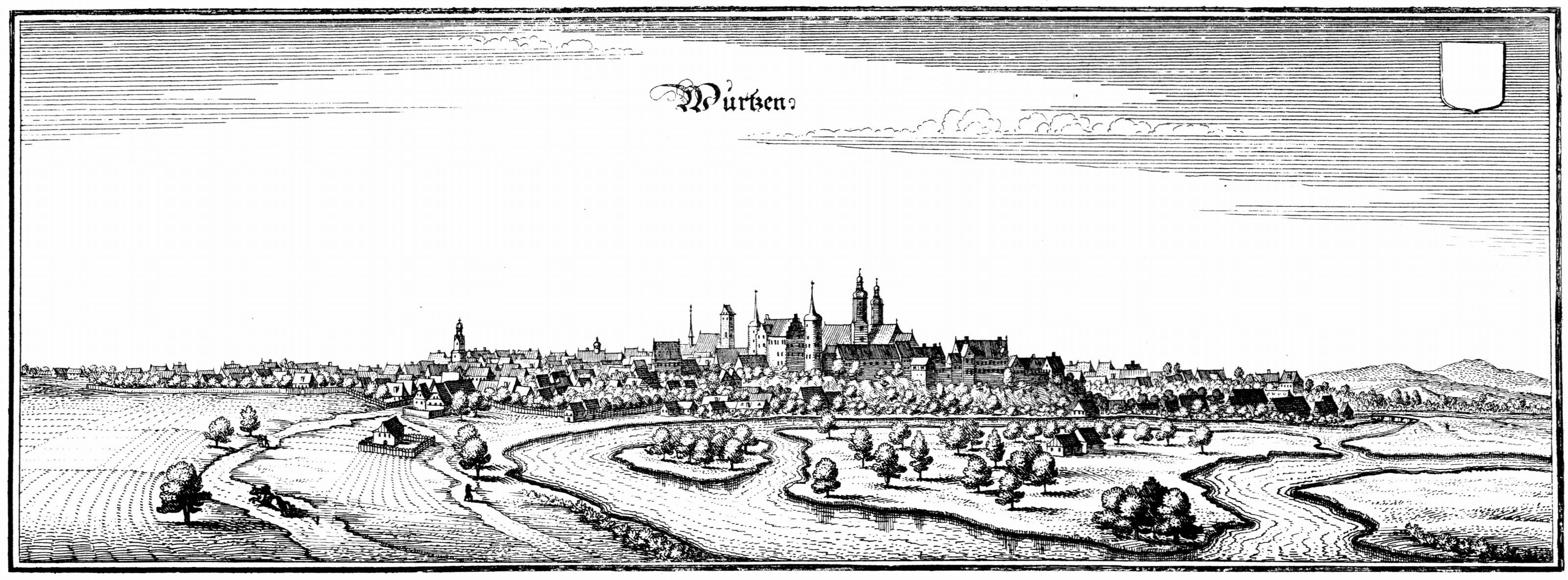
Вурцен ок. 1650 года
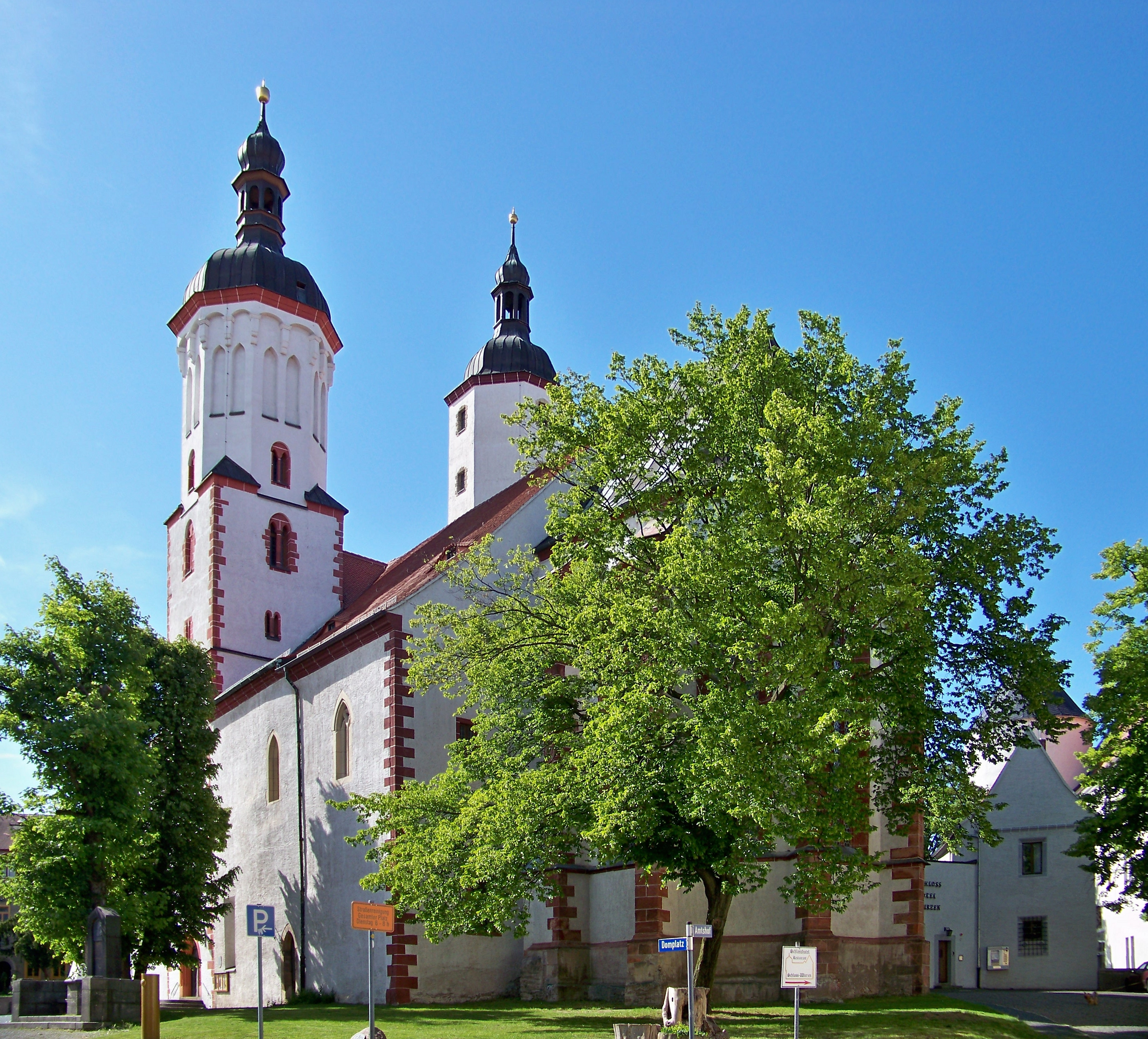
Вурценский собор
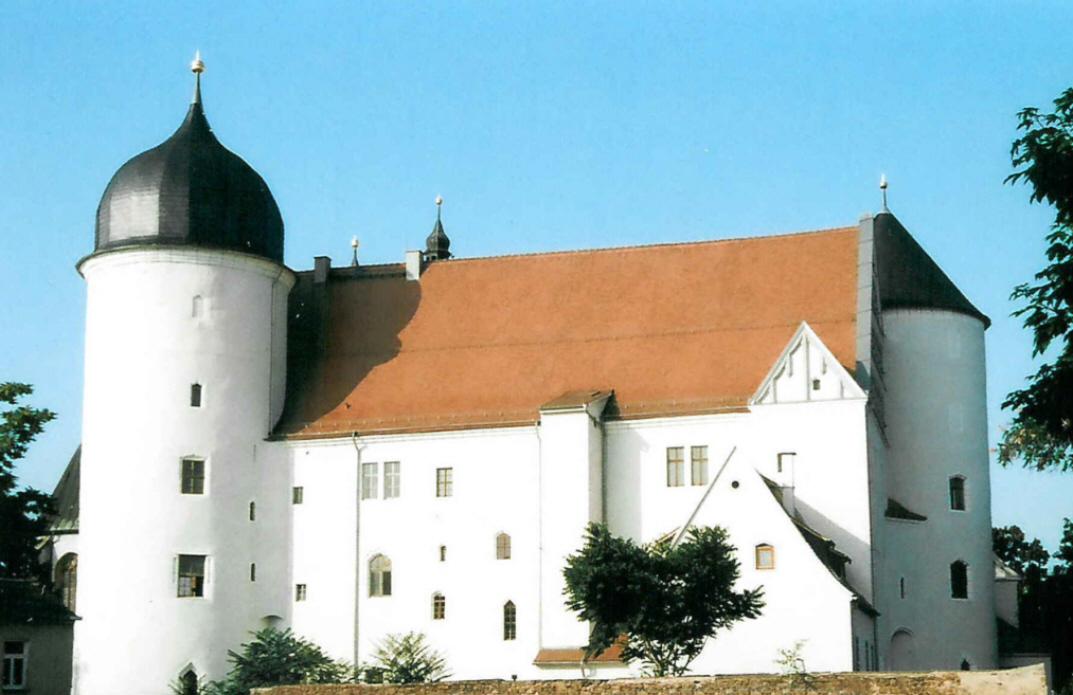
Замок Вурцен
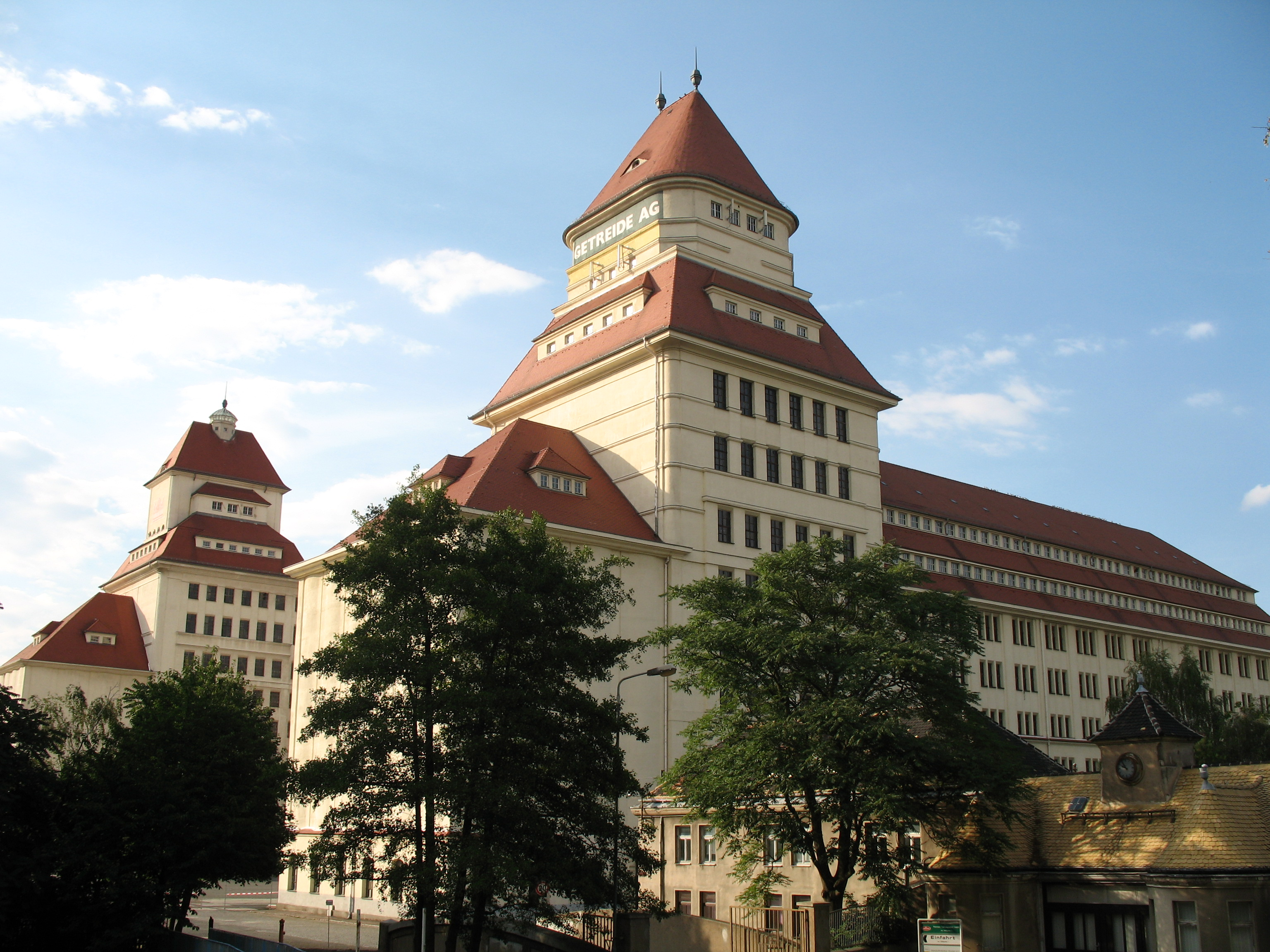
Старая мукомольная фабрика